# Dème d'Echinéi
Le dème  d'Echinéi, en grec moderne : Δήμος Εχιναίων / Dímos Echinéon, est un dème du district régional de Phthiotide, en Grèce-Centrale. Depuis 2010, le dème est fusionné au sein du dème de Stylída.
Selon le recensement de 2011, la population du dème s'élève à 3 764 habitants.